# Frank Wisner
Pour les articles homonymes, voir Wisner.
Frank Gardiner Wisner (23 juin 1909 - 29 octobre 1965) fut directeur des opérations de l'Office of Strategic Services (OSS) en Europe du Sud. Il devint directeur de la planification lorsque l'OSS devint CIA, ce qui faisait de lui de facto le chef des réseaux stay-behind de l'OTAN. Ce fut l'un des principaux fondateurs, aux côtés d'Allen Dulles et de Richard Helms de la doctrine d'action clandestine de la CIA des années 1950.

## Biographie
Diplômé en lettres et en droit de l'Université de Virginie, il devient avocat à Wall Street. Il s'enrôle en 1941 dans l'US Navy après l'attaque de Pearl Harbor.
Transféré à l'Office of Strategic Services (OSS), il devient directeur des opérations de l'OSS en Europe du Sud, puis directeur de la planification de 1951 à 1959, lorsque l'OSS devient CIA, ce qui fait de lui de facto le chef des réseaux stay-behind de l'OTAN. Ce fut l'un des initiateurs, avec Allen Dulles et Richard Helms, de la doctrine d'action clandestine de la CIA des années 1950. 
Sous le pseudonyme de « Wizz », il prend la tête du service d'action clandestine, le 1er septembre 1948, et dirige des opérations tant au Guatemala qu'en Albanie, mettant en place de vastes réseaux d'agents dormants. Sa vision de l'action clandestine, s'efforcant de changer le monde, s'opposait à celle de Richard Helms, pour qui l'espionnage devait d'abord servir à connaître le monde avant de penser à, éventuellement, intervenir.
Il épouse Mary Knowles (remariée à Clayton Fritchey), dont il eut quatre enfants : l'ambassadeur Frank G. Wisner, Ellis Wisner, Graham Wisner et Elizabeth Wendy Hazard.
Il sombre dans la folie après l'opération avortée de Budapest et la sanglante répression soviétique, qui cause des centaines de morts et de disparus, ce dont il se sent toujours coupable. Il démissionne, est interné, et se serait suicidé, tout comme le secrétaire d'État et cofondateur de l'Agence James Forrestal. Ses funérailles ont lieu à la cathédrale nationale de Washington et il est inhumé au cimetière national d'Arlington comme commander de la marine, son grade pendant la guerre.